# Allende (Nuevo León)
Allende, oficialmente llamada Ciudad de Allende, es una ciudad mexicana situada en el estado de Nuevo León, cabecera del municipio homónimo. Se localiza a 46.7 km sobre la autopista a Linares, al sur de la ciudad de Monterrey.
Entre las principales actividades económicas se encuentran la agricultura, ganadería, apicultura, avicultura y transporte, actividades que generan una gran cantidad de empleos en la región.[cita requerida]

## Historia
A la llegada de los primeros españoles al Nuevo Reino de León a finales del siglo XVI, estas tierras estaban habitadas por indígenas de origen chichimeca, de los llamados Huachichiles que impedían la penetración de los colonizadores a la región denominada “Cuarisezapa” que comprendía desde las afueras de Monterrey hasta Valle del Guajuco en lo que hoy son los municipios de Santiago y Allende.
A mediados del siglo XVII se distinguieron dos caciques indígenas Guajuco y su hermano Cristóbal, conocido como "Colmillo" quien tenía su asiento principal en lo que se conoce como "Ojos de Agua del Colmillo" en el Río Ramos y en los alrededores del Cerro que lleva el mismo nombre y que constituye un símbolo de nuestro municipio.
Al promoverse la colonización de Cuarisezapa se fundó Valle del Guajuco que llegaba hasta el Río Ramos. Su primer colonizador fue el Capitán Diego Rodríguez de Montemayor, bisnieto del fundador de Monterrey quien recibió una merced del Gobernador Martín de Zavala en 1646 y dos años más tarde amplió su propiedad por compra a Diego Fernández de Montemayor. Al morir, su viuda Inés de la Garza junto con sus hijos prosiguieron formando labores y haciendas.
En 1681 la familia Rodríguez de Montemayor tuvo problemas por la posesión de estas tierras y el 30 de marzo de 1683 las vendió Inés a Diego de Orduña Sosa y Castillo, vecino de la ciudad de México. Alrededor de 1690 su viuda doña María Teresa de Cantabrana contrajo matrimonio con Mateo Fernández de Santa Cruz, Marqués de Buena Vista quien tomo posesión de estas tierras. En 1702 los hijos y nietos de Inés firmaron escritura de arrendamiento el Marqués de Buena Vista y continuaron usufructuando estas tierras.
El General Luis García de Pruneda que era dueño de grandes propiedades en las inmediaciones de estas tierras, al fallecer en 1739, fue su voluntad que parte de sus bienes se destinaran a obras pías por lo que en 1749 se promovió la creación de dos Capellanías que incluían propiedades en lo que hoy son los municipios de Allende, Cadereyta Jiménez, y Montemorelos.
A las tierras localizadas entre el arroyo Lazarillos y Río de Ramos se le llamó con el tiempo Capellanía de los Pruneda, Capellanía de Loma Prieta o simplemente Capellanía. Con la creación de la capellanía se permitió la fundación de rancherías en los parajes de Loma Prieta y Lazarillos.
Para 1770 José Antonio Rodríguez y María de Salazar tenían vivienda permanente en Lazarillos.
En 1750 Buenaventura de la Garza y su esposa  Maria Teresa Caballero de los Olivos, bisnieta del Capitán Diego Rodríguez de Montemayor y de Inés de la Garza, compraron al apoderado del 2º Marqués de Buena Vista, Miguel Pérez de Santa Cruz y Andaboya quien aun poseía propiedades en estos lugares, parte del agostadero en el Paraje del Reparo, donde hoy se localiza la cabecera municipal de Allende, N.L. Este Paraje ubicado entre los arroyos Los Álamos y Mireles es un espacio amplio y plano de tierra fértil. Se le conoció antes con el nombre del Potrero.
En 1804 Isidro de Salazar, adquirió tierras a los herederos del General Luis García de Pruneda ubicadas entre Río de Ramos y el arroyo de Garrapatas, que dio pie a la fundación de Loma Prieta de Abajo en Allende.
En el informe que rinde don Santiago García Montemayor, Alcalde 1º del Valle del Guajuco, en 1826 registra que los ingresos de los labradores se limitaban a lo que obtenían de la siembra de la caña de azúcar, maíz y frijol y proponían como solución al problema, que se autorizara la siembra del tabaco, así como la redención de la Capellanía de Loma Prieta.
Para 1834 los pobladores de diversas comunidades de la Capellanía, así como algunos avecindados en otros lugares, depositaron su confianza en Luis Espiridión Cavazos, por su capacidad de armonizar y le encomendaron los representara para promover un juicio de reivindicación y reparto de tierras.
Al resultar favorable el fallo en 1836 las tierras fueron medidas y fraccionadas con el apoyo del Bachiller José Antonio Gutiérrez de Lara, procediéndose a distribuirlas entre los arrendatarios-posesionarios previo pago de su parte según les correspondiera en un sorteo para lo que fue comisionado el Juez de Medidas, Antonio Garza Morales.
El terreno se fraccionó en ocho partes llamadas haciendas, en el área que comprende desde el arroyo de Lazarillos hasta el río de Ramos, dejando un área llamada de Ejidos para la formación del Nuevo Pueblo. Los representantes de las haciendas comisionaron a Francisco Martínez y a don Santiago para que solicitaran al Gobernador del Departamento de Nuevo León, la aprobación para demarcar el terreno que ocuparía el nuevo pueblo, solo que no había un total acuerdo sobre el punto más conveniente para ubicar la plaza, plazuelas, casas, consistoriales, templo y alameda.
El Gobernador José de Jesús Dávila y Prieto propuso que se convocara a una junta con los accionistas para que por votación se determinará en cual de los tres puntos Lazarillos, El Reparo o Loma Prieta, habría de establecerse el pueblo citado.
El 6 de abril de 1841 se informó al Gobernador que de las 150 acciones representadas por el vecindario, 36 sufragaron por que se situara el Nuevo Pueblo en Lazarillos; 8 por que se estableciera en Loma Prieta y el resto que formaba la mayoría deseaba que se verificara en El Reparo considerando que reunía un plan de mayor extensión y que el agua de la noria se localizaba a poca profundidad.
El 15 de abril de 1841 se aprobó la creación del Nuevo Pueblo en los terrenos de la Capellanía que había sido redimida por los accionistas, en el espacio que comprendía el área de los Ejidos, entre el arroyo de Los Álamos, arroyo de Mireles, Loma el Reparo y Sendero de San Javier. El agrimensor don Francisco de la Garza Valdés llevó a cabo el trazo de las calles, formando cuadras de 100 varas con calles rectas de 12 varas de ancho, empezando en el sendero de la hacienda San Javier y concluyendo en el sendero de la hacienda del Cercado y señaló las cuadras para plazas, plazuelas y edificios públicos.
El 12 de marzo de 1850 el Congreso del Estado decretó la erección de la Villa de Allende.
Se data de numerosos Irlandeses del Batallón de San Patricio que se asentaron también en la zona.[cita requerida]

## Escudo de armas
El escudo de armas es de forma portuguesa y francesa, consta de un escudo de cuatro cuarteles y un escusón, enmarcados por una bordura con punta en medio de la base. En la parte superior aparece en efigie la figura de don Ignacio Allende, quien fuera precursor de la independencia de México e inspiración para otorgarle este nombre a este pueblo.
En el cuartel izquierdo superior se aprecia una panorámica de la Sierra Madre Oriental con el cerro del colmillo, en honor al jefe Huachichil que habitaba por estas tierras y que por su bravura se hizo temido de los conquistadores. Un sol de atardecer y, en primer término, la Carretera Nacional con un camión de carga en tránsito, por ser el transporte una de las actividades de mayor importancia en el municipio. En el cuartel derecho superior, el escudo del Reino de León en España, de donde tomó el nombre nuestro Estado. En él aparece un león coronado. En el cuartel izquierdo inferior se aprecia el antiguo Templo de San Pedro Apóstol en oro, para simbolizar que Allende es un pueblo religioso. En el cuartel derecho inferior tenemos el río Ramos con una huerta de naranjos, unas colmenas y unas gallinas en colores naturales que representan la agricultura, apicultura y avicultura, y la fuente de la vida que representa el agua del río, dado que Allende ocupa un lugar significativo en esas actividades.
- Con la frase: "TRABAJO Y SUPERACIÓN" y con la fecha MARZO 12 DE 1978, el escudo de armas recuerda el valor de los Allendenses, y la fecha en que el pueblo fue elevado a ciudad.

## Gobierno

### Presidentes municipales
| Período    | Presidente municipal              | Partido político | Notas                                                            |
| ---------- | --------------------------------- | ---------------- | ---------------------------------------------------------------- |
| 1939-1940  | Baudelio E. Salazar Garza         | PRM              |                                                                  |
| 1941-1942  | Ciro Tamez Lozano                 | PRM              |                                                                  |
| 1943-1945  | Cruz Rodríguez Cavazos            | PRM              |                                                                  |
| 1946-1946  | Reynaldo Marroquín Garza          | PRI              | Interino                                                         |
| 1946-1947  | Rogelio Salazar M.                | PRI              |                                                                  |
| 1948-1951  | Hermenegildo Leal                 | PRI              |                                                                  |
| 1952-1954  | José Tamez Leal                   | PRI              |                                                                  |
| 1955-1957  | Rogelio Salazar Martínez          | PRI              |                                                                  |
| 1958-1960  | Tobías Villalón Cavazos           | PRI              |                                                                  |
| 1961-1963  | Rodolfo Salazar Cavazos           | PRI              |                                                                  |
| 1964-1966  | Ramón Flores Aguirre              | PRI              |                                                                  |
| 1967-1969  | Héctor Tamez Rodríguez            | PRI              |                                                                  |
| 1970-1971  | David Cardoso Tamez               | PRI              |                                                                  |
| 1972-1973  | Rubén G. Cavazos Cardoso          | PRI              |                                                                  |
| 1974-1976  | Gerardo H. Leal Silva             | PRI              |                                                                  |
| 1977-1979  | Antonio Javier Cavazos Flores     | PRI              |                                                                  |
| 1980-1982  | Gilberto Tamez Rodríguez          | PRI              |                                                                  |
| 1983-1985  | Jorge Salazar Suárez              | PRI              |                                                                  |
| 1986-1988  | Roberto Aguirre Vega              | PRI              |                                                                  |
| 1989-1991  | Juventino Fernández González      | PRI              |                                                                  |
| 1991       | Juan Alonso García Moya           | PRI              | Interino                                                         |
| 1992-1994  | Jorge Heriberto Salazar Salazar   | PRI              |                                                                  |
| 1994       | Juana Aurora Cavazos C.           | PRI              | Interina                                                         |
| 1995-1997  | José Luis Rodríguez Cavazos       | PRI              |                                                                  |
| 1997-2000  | Ramiro Tamez Martínez             | PAN              |                                                                  |
| 2000-2003  | Adrián Antonio Cavazos Parra      | PAN              |                                                                  |
| 2003-2006  | Sergio Alejandro Alanís Marroquín | PRI              |                                                                  |
| 2006-2009  | Luis Gerardo Marroquín Salazar    | PRI              |                                                                  |
| 2009-2012  | Jorge Alberto Salazar Salazar     | PRI              |                                                                  |
| 2012-2015  | Jaime Salazar Marroquín           | PRI              |                                                                  |
| 2015-2018  | Silverio Manuel Flores Leal       | PAN              |                                                                  |
| 2018-2021  | Eva Patricia Salazar Marroquín    | PRI              |                                                                  |
| 2021- 2024 | Eva Patricia Salazar Marroquín    | PRI PRD          | Fue reelegida en los comicios del 06/06/2021 (A partir del 2023) |

## Flora y fauna
Allende es parte de La Llanura Costera del Golfo Norte, la cual es una región de llanuras y lomeríos que se ubica en el centro y sureste del estado.
La vegetación sobresaliente de la región se conforma por los sabinos álamos, sauces, carrizos, jarillas, lampazos y hiedra. Entre la fauna se pueden encontrar los coyotes, tejones, zorrillos, ardillas, tuzas, tlacuaches, ratas de campo, conejos, liebres y murciélagos. 

## Clima
El clima predominante en esa subprovincia es Subtropical subhúmedo (Cfa). Sus extremos se encuentran en el norte de Monterrey, muy seco, y en el sur de Santiago y de Allende, con mayor humedad. La vegetación que más abunda son los matorrales submontano y mediano espinoso (anacahuita, guayacán, barreta, huizache), pequeños bosques de galería en las riberas de los arroyos y ríos.
| Parámetros climáticos promedio de Allende, Nuevo León (454 msnm) normales 1971–2000 | Parámetros climáticos promedio de Allende, Nuevo León (454 msnm) normales 1971–2000 | Parámetros climáticos promedio de Allende, Nuevo León (454 msnm) normales 1971–2000 | Parámetros climáticos promedio de Allende, Nuevo León (454 msnm) normales 1971–2000 | Parámetros climáticos promedio de Allende, Nuevo León (454 msnm) normales 1971–2000 | Parámetros climáticos promedio de Allende, Nuevo León (454 msnm) normales 1971–2000 | Parámetros climáticos promedio de Allende, Nuevo León (454 msnm) normales 1971–2000 | Parámetros climáticos promedio de Allende, Nuevo León (454 msnm) normales 1971–2000 | Parámetros climáticos promedio de Allende, Nuevo León (454 msnm) normales 1971–2000 | Parámetros climáticos promedio de Allende, Nuevo León (454 msnm) normales 1971–2000 | Parámetros climáticos promedio de Allende, Nuevo León (454 msnm) normales 1971–2000 | Parámetros climáticos promedio de Allende, Nuevo León (454 msnm) normales 1971–2000 | Parámetros climáticos promedio de Allende, Nuevo León (454 msnm) normales 1971–2000 | Parámetros climáticos promedio de Allende, Nuevo León (454 msnm) normales 1971–2000 |
| Mes                                                                                 | Ene.                                                                                | Feb.                                                                                | Mar.                                                                                | Abr.                                                                                | May.                                                                                | Jun.                                                                                | Jul.                                                                                | Ago.                                                                                | Sep.                                                                                | Oct.                                                                                | Nov.                                                                                | Dic.                                                                                | Anual                                                                               |
| ----------------------------------------------------------------------------------- | ----------------------------------------------------------------------------------- | ----------------------------------------------------------------------------------- | ----------------------------------------------------------------------------------- | ----------------------------------------------------------------------------------- | ----------------------------------------------------------------------------------- | ----------------------------------------------------------------------------------- | ----------------------------------------------------------------------------------- | ----------------------------------------------------------------------------------- | ----------------------------------------------------------------------------------- | ----------------------------------------------------------------------------------- | ----------------------------------------------------------------------------------- | ----------------------------------------------------------------------------------- | ----------------------------------------------------------------------------------- |
| Temp. máx. abs. (°C)                                                                | 34                                                                                  | 39                                                                                  | 41                                                                                  | 39.5                                                                                | 42.5                                                                                | 42                                                                                  | 42                                                                                  | 41                                                                                  | 39                                                                                  | 38                                                                                  | 35                                                                                  | 34                                                                                  | 42.5                                                                                |
| Temp. máx. media (°C)                                                               | 19.5                                                                                | 22.4                                                                                | 26.6                                                                                | 29.0                                                                                | 31.0                                                                                | 33.5                                                                                | 33.9                                                                                | 33.9                                                                                | 30.4                                                                                | 26.6                                                                                | 23.1                                                                                | 19.7                                                                                | 27.5                                                                                |
| Temp. media (°C)                                                                    | 13.1                                                                                | 15.3                                                                                | 19.2                                                                                | 22.1                                                                                | 24.9                                                                                | 27.1                                                                                | 27.3                                                                                | 27.3                                                                                | 25.1                                                                                | 21.4                                                                                | 17.2                                                                                | 13.5                                                                                | 21.1                                                                                |
| Temp. mín. media (°C)                                                               | 6.7                                                                                 | 8.2                                                                                 | 11.7                                                                                | 15.2                                                                                | 18.9                                                                                | 20.6                                                                                | 20.7                                                                                | 20.7                                                                                | 19.9                                                                                | 16.1                                                                                | 11.3                                                                                | 7.4                                                                                 | 14.8                                                                                |
| Temp. mín. abs. (°C)                                                                | -6                                                                                  | -3.5                                                                                | -6.5                                                                                | 0                                                                                   | 9                                                                                   | 13                                                                                  | 10                                                                                  | 15                                                                                  | 9                                                                                   | 1.5                                                                                 | -1.5                                                                                | -8                                                                                  | -8                                                                                  |
| Precipitación total (mm)                                                            | 39.8                                                                                | 28.7                                                                                | 33.8                                                                                | 70.9                                                                                | 110.7                                                                               | 152.8                                                                               | 99.0                                                                                | 123.2                                                                               | 250.4                                                                               | 105.8                                                                               | 36.6                                                                                | 31.8                                                                                | 1083.5                                                                              |
| Fuente: Servicio Meteorológico Nacional                                             |                                                                                     |                                                                                     |                                                                                     |                                                                                     |                                                                                     |                                                                                     |                                                                                     |                                                                                     |                                                                                     |                                                                                     |                                                                                     |                                                                                     |                                                                                     |

## Apicultura
En apícola de Allende, Nuevo León, se encuentra la productora, envasadora y comercializadora de los principales productores de miel del país y asiento de importantes empresas del transporte carretero de carga. Del cultivo de frutas, ha surgido la apicultura para aprovechar la calidad de la miel de abeja como postre o endulzante del té medicinal. El cual se ha convertido el más popular de la región.

## Ubicación
El municipio de Allende, se localiza a 46.7 km sobre la autopista a Linares hacia el sur de la ciudad de Monterrey, la que se conoce como región citrícola. Tomar la Carretera Nacional por el norte que limita a Cadereyta Jiménez, al sur con Montemorelos, y al oriente con Santiago.La cabecera municipal se encuentra en las coordenadas 25º 17′ de latitud norte y 100° 01’de longitud oeste. Se encuentra a una altitud de 474 metros sobre el nivel del mar.

## Turismo
- El río Ramos es un lugar de recreo natural. Sus aguas son cristalinas, libres de contaminación y tiene unos parajes ideales para el esparcimiento de los visitantes.

- El paseo de la Loma de la Santa Cruz ofrece una panorámica desde donde se domina la Cabecera Municipal. La Plaza Zaragoza, frente al Palacio Municipal y la Plaza Mariano Escobedo, bien arboladas y cuidados sus jardines. La Parroquia de San Pedro Apóstol, construcción moderna que es una réplica a menor escala de la basílica de San Pedro en Roma, el Museo de Antropología e Historia y la Casa de la Cultura en el Antiguo Templo, la capilla de Nuestra Señora de la Luz en el Rancho El Cerro, el Casco de la Hacienda Santísima Virgen o del Provisor, el Tanque de Don Emilio, La pinacoteca Bernardo Flores Salazar y el Palacio Municipal.

## Cultura

### Museos
- Museo que alberga ahora el Antiguo templo de San Pedro Apóstol, ahora Casa de la Cultura. En este se encuentra la historia del municipio, en conjunto con las antigüedades del pueblo.

- Parque Bicentenario es un espacio en el centro de Allende, Nuevo León donde se realizan diferentes eventos deportivos, como torneos de tenis, de fútbol, racquet, scuash, béisbol, natación, la olimpiada regional, clubes de jardinería y triatlones donde acuden 11 municipios de Nuevo León para competir cada año.
- Palacio Municipal está ubicado sobre la calle Juárez y fue construido en épocas porfiristas en 1893. Su arquitectura ha pasado por varias etapas desde los primeros alcaldes de Allende hasta la actualidad.
- Plaza Ignacio Zaragoza o Plaza Principal, está ubicada frente al Palacio Municipal, cuenta con grandes jardines. En 1869 se plantaron los primeros cimientos de la plaza.

## Gastronomía
La gastronomía en Allende se caracteriza por el uso del maíz, ya que se preparan tortillas, gorditas de manteca, atoles y empalmes. Los empalmes son algo que se sirven sobre una tortilla, con una base de frijoles molidos, con guisado de puerco y se cubre con tortillas para así formar el empalme. Contando entre sus pobladores desde antaño, quienes crían animales de corral, hasta avicultores, porcicultores, y ganaderos, nunca falta el huevo en sus diferentes formas, la carne de cerdo, de pollo y de res, ya que es lo que más se consume. 
El pollo al estilo Río Ramos es típico en la región y se sirve más en restaurantes a orillas del Río Ramos. Este platillo está compuesto por piezas de pollo en salsa de hígado de pollo, lo que caracteriza al platillo es la salsa con la que se acompaña, que está hecha de chile de árbol con limón y cebolla cultivado en la región.  El asado de puerco, el pollo en salsa y la carne asada son platillos típicos de este municipio. 
Las frutas han sido un complemento importante para la alimentación, en la región sobresalen diversos cítricos como la naranja, el limón, mandarina y toronja. De su cultivo ha surgido la apicultura aprovechándose la calidad de la miel de abeja. Con la naranja, la pera, el durazno y otras que se producen en la región, se preparan conservas para que dure más tiempo la fruta.